# Староутчанське сільське поселення
Староутча́нське сільське поселення — колишнє муніципальне утворення в складі Алнаського району Удмуртії, Росія. Адміністративний центр — присілок Старий Утчан.
Розформоване 9 травня 2021 року законом Удмуртської Республіки за 23 квітня 2021 року № 27-РЗ через переформування муніципального району на муніципальний округ.

## Населення
Населення — 1024 особи (2018; 1050 у 2015, 1112 у 2012, 1140 у 2010; 1325 у 2002).

## Склад
До складу поселення входять такі населені пункти:
| Населений пункт                | Населення, осіб (2002) | Населення, осіб (2010) | Населення, осіб (2012) |
| ------------------------------ | ---------------------- | ---------------------- | ---------------------- |
| Богородський, присілок         | 55                     | 50                     | 48                     |
| Варалі, присілок               | 226                    | 192                    | 176                    |
| Дроздовка, присілок            | 151                    | 138                    | 142                    |
| Ільїнське, присілок            | 18                     | 5                      | 5                      |
| Колтимак, присілок             | 14                     | 2                      | 2                      |
| Марійське Гондирево, присілок  | 114                    | 102                    | 100                    |
| Оріхово, присілок              | 2                      | 0                      | 0                      |
| Охотничий, присілок            | 26                     | 24                     | 21                     |
| Старий Утчан, присілок         | 469                    | 404                    | 399                    |
| Удмуртське Гондирево, присілок | 250                    | 223                    | 219                    |

## Господарство
В поселенні діють 2 середні (Старий Утчан, Удмуртське Гондирево) та початкова (Варалі) школи, 3 садочки (Варалі, Старий Утчан, Удмуртське Гондирево), 2 бібліотеки, 4 клуби, 4 фельдшерсько-акушерських пункти.